# Syretsko–Pecherska
La línea Syretsko – Pecherska (en ucraniano: Сирецько-Печерська лінія, Syret'ko-Pechers'ka liniia) es la tercera línea del Metro de Kiev, inaugurada en 1989. Extiende el sistema de metro hacia el sureste a lo largo de la orilla derecha del río Dnieper antes de cruzarlo en un puente cubierto y luego al este desde allí la sección norte se extiende más hacia el noroeste. La línea es una de las más nuevas y muestra algunas características decorativas posteriores a la independencia de Ucrania. Esta línea es de color verde en los mapas.

## Estaciones
1. Syrets
2. Dorogozhychi
3. Lukianivska
4. Lvivska Brama
5. Zoloti Vorota → Teatralna
6. Palats Sportu → Ploshcha Lva Tolstoho
7. Klovska
8. Pecherska
9. Druzhby Narodiv
10. Vydubychi
11. Telychka
12. Slavutych
13. Osokorky
14. Pozniaky
15. Jarkivska
16. Vyrlytsia
17. Boryspilska
18. Chervony Jutir

- Datos: Q2420584
- Multimedia: Syretsko-Pecherska Line / Q2420584